# 前80年
| 千纪： | 前1千纪 |
| 世纪： | 前2世纪 \| 前1世纪 \| 1世纪                                                                                |
| 年代： | 前110年代 \| 前100年代 \| 前90年代 \| 前80年代 \| 前70年代 \| 前60年代 \| 前50年代                         |
| 年份： | 前85年 \| 前84年 \| 前83年 \| 前82年 \| 前81年 \| 前80年 \| 前79年 \| 前78年 \| 前77年 \| 前76年 \| 前75年 |
| 纪年： | 西汉始元七年，元凤元年                                                                                     |

## 大事记
- 罗马共和国
  - 亞歷山卓开始受罗马人管辖。

## 逝世
- 貝勒尼基三世，埃及王后（前120年出生）
- 托勒密十一世，埃及法老
- 桑弘羊，西汉侍中、大司农中丞、御史大夫
- 上官桀，西汉太仆、左将军
- 鄂邑公主，汉朝公主